# Петров, Николай (хоккеист)
Николай Петров (болг. Николай Петров, родился 9 сентября 1957 года) — болгарский хоккеист, игравший на позиции защитника. Известен по выступлениям за клубы «Левски-Спартак» и «Академик» из Софии. В составе сборной Болгарии — участник Зимних Олимпийских игр 1976 года, провёл 5 игр на Олимпиаде в групповом этапе и один квалификационный матч (все их Болгария проиграла). В матче против Швейцарии (3:8) отличился заброшенной шайбой (52:43), в матче против Румынии (4:9) заработал двухминутное удаление (57:03). Участник чемпионатов мира в группе B в 1976 году и в группе C в 1972, 1975, 1978, 1979, 1981, 1982 и 1983 годах. 